# M2 Petőfi
Az M2 Petőfi (korábban Petőfi TV, majd M2 Petőfi TV) a Duna Médiaszolgáltató fiataloknak szóló csatornája, amely az M2 esti műsorsávjában érhető el 2015. március 15. óta, az alapcsomag részeként. 20:15-től 05:00-ig (napi 8 és 3/4 órában) sugározza műsorát, a fennmaradó időben az M2 gyerekcsatorna műsora látható. A Petőfi TV indulásával az M2 teljesen a fiataloké lett.
A csatorna hangjai indulástól 2016-ig Nemes Takách Kata és Kertész Ricsi voltak, majd 2016-tól 2021-ig Bogdányi Titanilla és Endrédi Máté voltak. Jelenlegi csatornahangjai 2021. óta Györfi Anna és Maday Gábor.
A csatorna reklámidejét az Atmedia értékesíti.

## Története
Az M2 a Magyar Televízió kettes csatornája volt, mely kezdetben (1973-as indulásától fogva) az M1 műsorszerkezetét egészítette ki illetve ismételte, majd kulturális-ismeretterjesztő adóként funkcionált 2005 és 2010 között.
Az M2 2012. december 22-től a nappali órákra (06:00-20:00) gyerekcsatornává alakult, mely elsősorban a 0–12 éves korosztály számára szolgáltatott műsorokat, a fennmaradó műsoridőben (20:00-06:00) pedig a családok és fiatal felnőttek számára kívánt igényes programot nyújtani, ez azonban csak részben valósult meg, mivel a 20:00 utáni sáv továbbra is az M1 fontosabb műsorait ismételte és régi, befejezett sorozatokat kezdett elölről vetíteni, ahogyan azt a csatorna tette nappal is gyerekcsatornává alakulása előtt.
2014 októberében az MTVA bejelentette, hogy megreformálja az M2 esti műsorrendjét, vagyis egy új, a már sikeres Petőfi Rádió mintájára épülő csatornát indít el, melynek elsődleges célcsoportja a fiatalabb korosztály (18–35 évesek). A csatorna indulása éppen egybe esett a közmédia többi csatornájának átalakításával, így a Petőfi TV először 2015. március 15-én 20:00-tól sugárzott adást. Logójában megörökölte az M2 két banánzöld vonalát. 2015. május 27-től a bal felső sarokban lévő logó zöldről fehérre változott. 2017. június 1-től a csatornát M2 Petőfi TV-ként, 2021. november 3-tól M2 Petőfiként nevezik.
2021. november 3-án a csatorna új műsorstruktúrát és arculatot kapott. 2024. március 31-én új műsorstruktúrát kapott a csatorna, az arculat azonban továbbra is megmaradt.

## Műsorvezetők (2023)
- Csitári Gergely "Csiti" – Friss, KiberMa
- Decsi Edit
- Dánielfy Gergely
- Galán Géza
- Hernandez Vivien
- Koltay Anna – Magas és Mély
- Kovács Dóra
- Matthesz Dóra
- Pató Marci
- Szurcsík Ádám - Friss

## Korábbi műsorvezetők
- Lola

## Műsorai
Az M2 Petőfi TV jelentős részben saját, gyártott tartalommal, élő közvetítésekkel, a fesztiválok, koncertek, szórakoztató programok műsorba emelésével, filmes és ismeretterjesztő, a fiatalok mindennapjait érintő tartalommal a 16–35 éves korosztály hasznos napi tévéje kíván lenni.
A csatorna műsorát a Petőfi Rádió munkatársai készítik, a vezetője Horváth Gergely.

### Jelenleg futó műsorai
- Az A38 hajó színpadán (korábban: Koncertek az A38 hajón)

Az A38 hajón felvett koncerteket közvetíti felvételről, kiválogatva a mindig friss, közkedvelt slágereket.
- Esti Kornél

Esti élő műsor az A38 hajóról.
- Mit kíván?

A Petőfi Rádió kívánságműsorának tévés ismétlése.
- Házibuli

Szombat esti kétórás klipműsor régi és új magyar dalokkal.

### Korábbi műsorai
- Böngésző

A Petőfi TV adásindító magazinja. A műsorban helyet kaptak a nap legfontosabb közéleti-, bulvár- és médiaeseményei, amelyekkel már minden internetes felület foglalkozott. Ezek mellett nagy hangsúlyt kapott a fiatalok véleményének bemutatása akár videóüzenetek, akár helyszíni riportok útján, valamint a témák közötti sok aktuális videóklippel és klip-premierrel színesítették az adást. A Böngésző utoljára 2016. február 13-án volt műsoron.
- Én vagyok itt!

A Petőfi TV március 15-én indult, másfél órás esti magazinműsora volt a hét minden napján élőben jelentkezett a budapesti A38 Hajóról, az Akvárium Klubból, illetve az ország számos más koncert- és buli- és fesztiválhelyszínéről.
A műsorban zenészek legfrissebb munkái és az aktuális koncertkínálat mellett rengeteg más popkulturális érdekességgel találkozhat a néző élőben: divat és dizájn, film és animáció, friss trendek és diktálóik egy helyen. Az Én vagyok itt! utoljára 2021. október 31-én volt műsorra tűzve.
- Filmklub

A fiataloknak szóló filmek teljes levetítése után meghívott hírességek mondják el véleményüket a műről. Adás: minden vasárnap este. Szünetel 2024. március 24. óta. 
- Friss

Zenei hírek, exkluzív interjúk és kulisszatitkok harminc percben. Első adás: 2021. november 3.
- KiberMa

Számítástechnikai magazinműsor.
- Én vagyok Te!

Az adásban hétről hétre születnek újjá jól ismert dallamok. Sorsolás útján derül ki, ki kinek a dalát dolgozhatja át, a feladatra egy hetük van a zenészeknek. Első adás: 2021. november 4.
- Magas és Mély

Zenés portréműsor, ahol zenészek számolnak be mélységekről és magasságokról. Első adás: 2021. november 5.
- Nézzünk szét!

A műsor a fesztiválokról és bulikról szól, minden szombat este jelentkezik kilencven percben. Első adás: november 6.
- Stiló

Az M2 Petőfi TV divatmagazinja. Első adás: november 8.
- Ez így ok?

Közösségi médiás vitaműsor. Első adás: november 9.
- Adom a dalod